# Ombrophytum violaceum
Ombrophytum violaceum är en tvåhjärtbladig växtart som beskrevs av B. Hansen. Ombrophytum violaceum ingår i släktet Ombrophytum och familjen Balanophoraceae. Inga underarter finns listade i Catalogue of Life.